# Aurikuprid

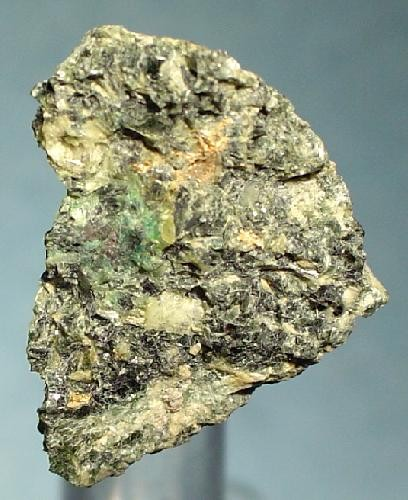
Aurikuprid

A terméselemek osztályába, fémek alosztályába és ezen belül az aranycsoportba tartozik az aurikuprid (aranykuprid) amely két arany-réz-vegyület, az AuCu3 és Au2Cu3 együttese. Mindkettő szabályos, lapon
centrált szerkezetű és úgynevezett intermetallikus szuperrács, vagyis a két fém
arányát rendezett rácsponteloszlás rögzíti. De mindkét elegy külön is ismeretes
az AuCu3 az ausztráliai Victoria bányáiból, az aranydúsabb Au2Cu3 pedig a dél-urali Karabas-ról
került elő.
Az arany a természetben számos ásvány felépítőjeként előfordul, de elsősorban termésaranyként jelenik meg, amely a legtöbbször fémes ötvözetként tartalmazhat ezüstöt (ha 20%-nál több ezüst van benne, akkor elektrum), ritkábban platinát, bizmutot (maldonit) vagy palládiumot (porpezite) illetve, rezet (aurikuprid) is.

## Előfordulása
Az ásványt 1950-ben találták a déli Urál területén lévő Karabasch településnél. Nevét az elemek latin nevéből kapta. Aurum az arany és Cuprum a réz.

## Kémiai és fizikai tulajdonságai
- Képlete: Au3Cu6
- Sűrűsége: 11,5 g/cm3
- Kristályrendszere: szabályos
- Szimmetriája: {\displaystyle Pm\ {\bar {3}}\ m}
- Keménysége: 2,0 – 3,0 (a Mohs-féle keménységi skála szerint).
- Színe: bronz vagy rézszínű
- Fénye: fémfényű.
- Pora: sárga.
- Átlátszósága: opak.
- Kémiai összetétele: Arany (Au) =50,8% ; Réz (Cu) =49,2%